# Charophyceae
Las algas carofíceas (Charophyceae o Charales) son algas verdes carofitas y como tales poseen cloroplastos con clorofilas a y b. Al igual que las algas Coleochaetales, se consideran próximas a las plantas terrestres. Son mayormente de agua dulce y dentro de la división Charophyta son las únicas macroalgas, es decir, con desarrollo macroscópico que alcanza los 60 cm.
La superficie de los oosporangios se suele calcificar (girogonitos), lo que permite que fosilice, siendo útiles estos restos en bioestratigrafía.
Se relacionan con las plantas terrestres, encontrándose similitudes con las briofitas en la prefiguración del arquegonio y la posesión de la enzima glicolato oxidasa (fotorrespiración), lo que permitió a las primeras plantas terrestres fotosintetizar en un ambiente rico en oxígeno. También hay similitud en los tipos de flagelos con multicapas de los anterozoides y en el anteridio.

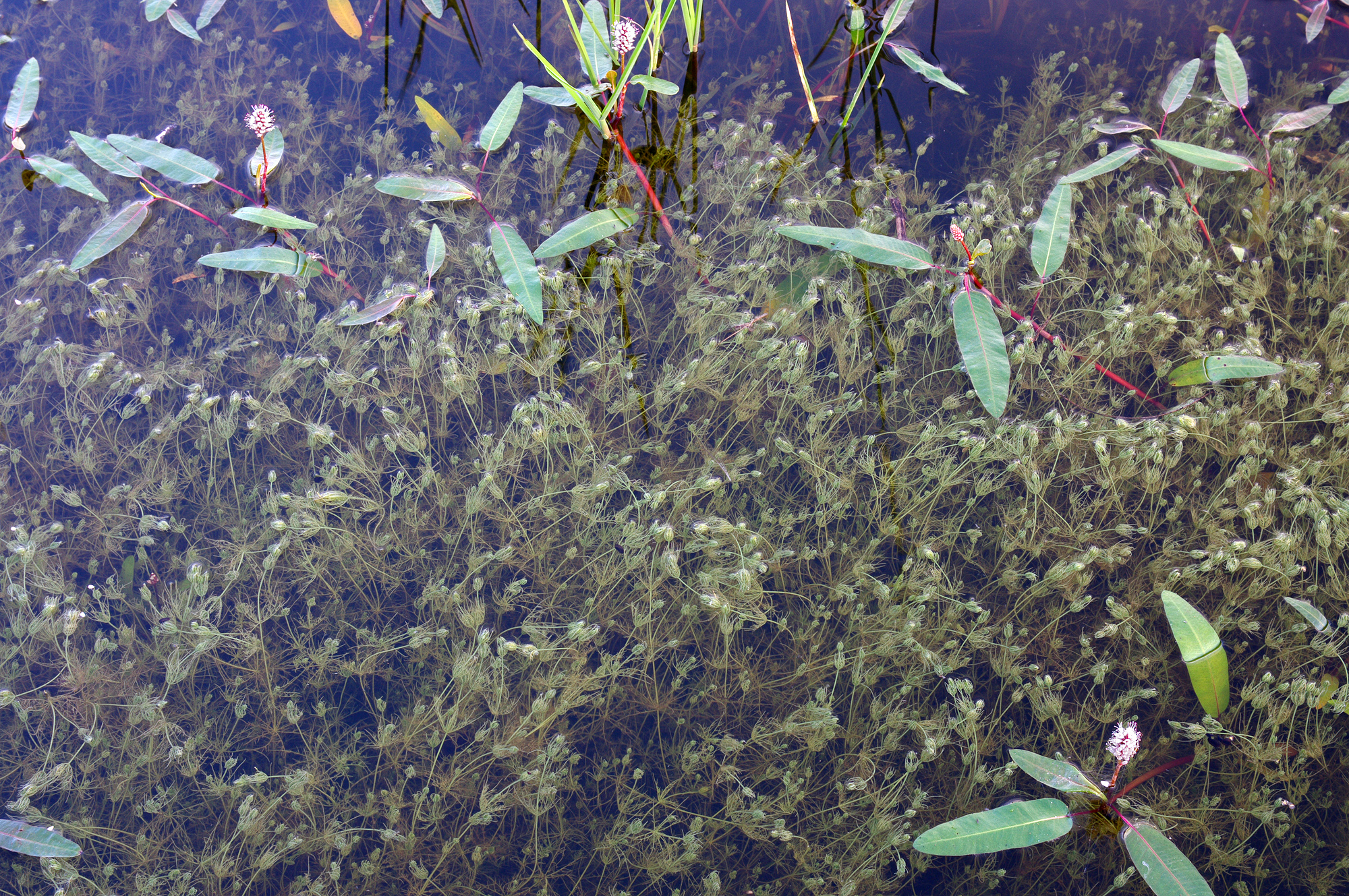
Medio submarino de Chara vulgaris
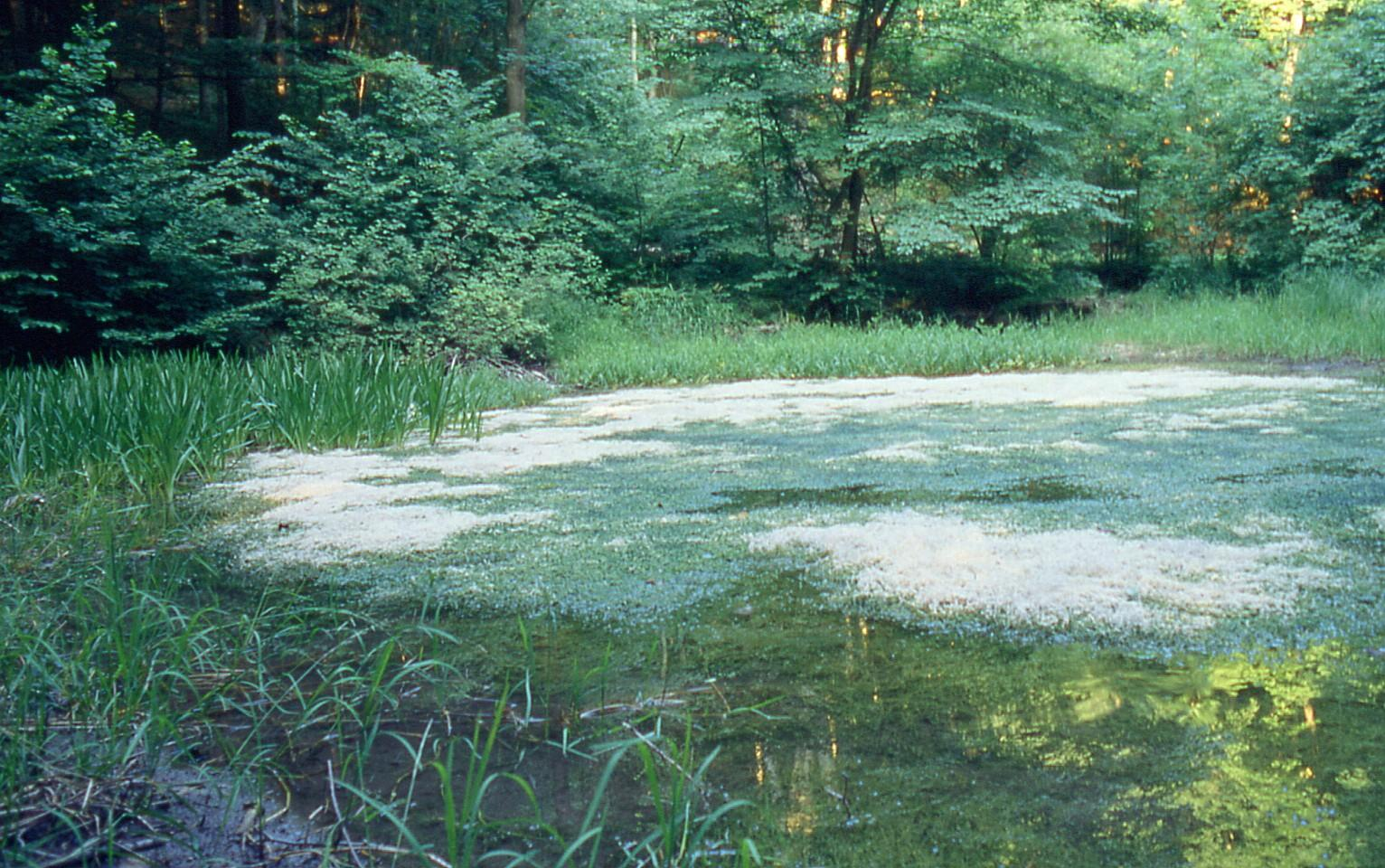
Capa limosa sobre Chara spp en una charca
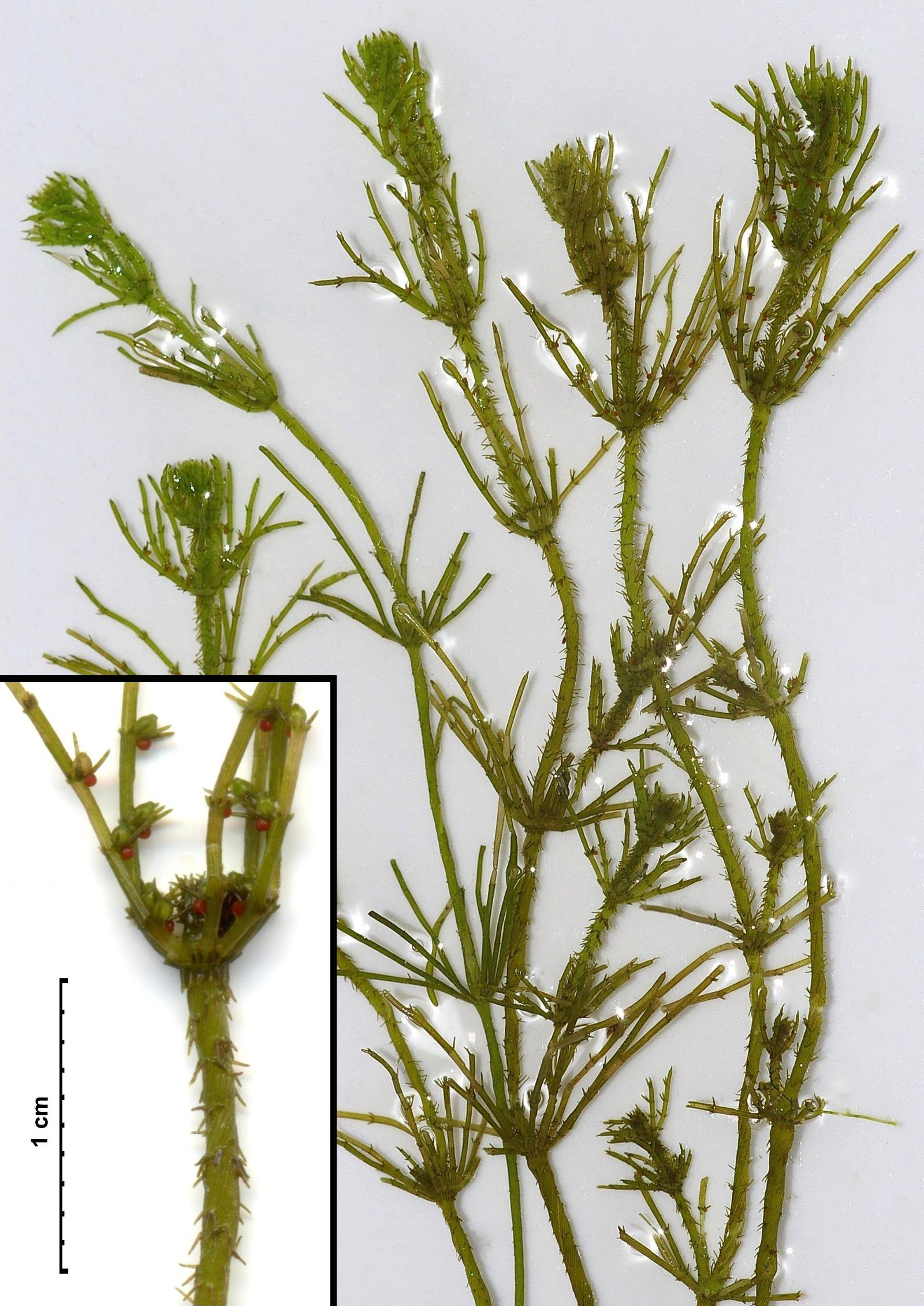
Chara hispida

### Evolución
Los análisis moleculares y morfológicos más recientes han dado la siguiente filogenia entre algas verdes y plantas terrestres:
|  | Mesostigmatophyceae                                               |
|  |                                                                   |
|  | \| \| Spirotaenia \| \| \| \| \| \| Chlorokybophyceae \| \| \| \| |
|  |                                                                   |
|  | Spirotaenia                                                       |
|  |                                                                   |
|  | Chlorokybophyceae                                                 |
|  |                                                                   |

|  | Spirotaenia       |
|  |                   |
|  | Chlorokybophyceae |
|  |                   |

|  | Coleochaetophyceae                                                                    |
|  |                                                                                       |
|  | \| \| Zygnematophyceae \| \| \| \| \| \| Embryophyta (plantas terrestres) \| \| \| \| |
|  |                                                                                       |
|  | Zygnematophyceae                                                                      |
|  |                                                                                       |
|  | Embryophyta (plantas terrestres)                                                      |
|  |                                                                                       |

|  | Zygnematophyceae                 |
|  |                                  |
|  | Embryophyta (plantas terrestres) |
|  |                                  |

|  | Coleochaetophyceae                                                                    |
|  |                                                                                       |
|  | \| \| Zygnematophyceae \| \| \| \| \| \| Embryophyta (plantas terrestres) \| \| \| \| |
|  |                                                                                       |
|  | Zygnematophyceae                                                                      |
|  |                                                                                       |
|  | Embryophyta (plantas terrestres)                                                      |
|  |                                                                                       |

|  | Zygnematophyceae                 |
|  |                                  |
|  | Embryophyta (plantas terrestres) |
|  |                                  |

|  | Coleochaetophyceae                                                                    |
|  |                                                                                       |
|  | \| \| Zygnematophyceae \| \| \| \| \| \| Embryophyta (plantas terrestres) \| \| \| \| |
|  |                                                                                       |
|  | Zygnematophyceae                                                                      |
|  |                                                                                       |
|  | Embryophyta (plantas terrestres)                                                      |
|  |                                                                                       |

|  | Zygnematophyceae                 |
|  |                                  |
|  | Embryophyta (plantas terrestres) |
|  |                                  |

|  | Coleochaetophyceae                                                                    |
|  |                                                                                       |
|  | \| \| Zygnematophyceae \| \| \| \| \| \| Embryophyta (plantas terrestres) \| \| \| \| |
|  |                                                                                       |
|  | Zygnematophyceae                                                                      |
|  |                                                                                       |
|  | Embryophyta (plantas terrestres)                                                      |
|  |                                                                                       |

|  | Zygnematophyceae                 |
|  |                                  |
|  | Embryophyta (plantas terrestres) |
|  |                                  |

|  | Mesostigmatophyceae                                               |
|  |                                                                   |
|  | \| \| Spirotaenia \| \| \| \| \| \| Chlorokybophyceae \| \| \| \| |
|  |                                                                   |
|  | Spirotaenia                                                       |
|  |                                                                   |
|  | Chlorokybophyceae                                                 |
|  |                                                                   |

|  | Spirotaenia       |
|  |                   |
|  | Chlorokybophyceae |
|  |                   |

|  | Coleochaetophyceae                                                                    |
|  |                                                                                       |
|  | \| \| Zygnematophyceae \| \| \| \| \| \| Embryophyta (plantas terrestres) \| \| \| \| |
|  |                                                                                       |
|  | Zygnematophyceae                                                                      |
|  |                                                                                       |
|  | Embryophyta (plantas terrestres)                                                      |
|  |                                                                                       |

|  | Zygnematophyceae                 |
|  |                                  |
|  | Embryophyta (plantas terrestres) |
|  |                                  |

|  | Coleochaetophyceae                                                                    |
|  |                                                                                       |
|  | \| \| Zygnematophyceae \| \| \| \| \| \| Embryophyta (plantas terrestres) \| \| \| \| |
|  |                                                                                       |
|  | Zygnematophyceae                                                                      |
|  |                                                                                       |
|  | Embryophyta (plantas terrestres)                                                      |
|  |                                                                                       |

|  | Zygnematophyceae                 |
|  |                                  |
|  | Embryophyta (plantas terrestres) |
|  |                                  |

|  | Coleochaetophyceae                                                                    |
|  |                                                                                       |
|  | \| \| Zygnematophyceae \| \| \| \| \| \| Embryophyta (plantas terrestres) \| \| \| \| |
|  |                                                                                       |
|  | Zygnematophyceae                                                                      |
|  |                                                                                       |
|  | Embryophyta (plantas terrestres)                                                      |
|  |                                                                                       |

|  | Zygnematophyceae                 |
|  |                                  |
|  | Embryophyta (plantas terrestres) |
|  |                                  |

|  | Coleochaetophyceae                                                                    |
|  |                                                                                       |
|  | \| \| Zygnematophyceae \| \| \| \| \| \| Embryophyta (plantas terrestres) \| \| \| \| |
|  |                                                                                       |
|  | Zygnematophyceae                                                                      |
|  |                                                                                       |
|  | Embryophyta (plantas terrestres)                                                      |
|  |                                                                                       |

|  | Zygnematophyceae                 |
|  |                                  |
|  | Embryophyta (plantas terrestres) |
|  |                                  |